# 圣克里斯托瓦尔-德拉拉古纳主教座堂
圣克里斯托瓦尔-德拉拉古纳主教座堂（西班牙語：Catedral de San Cristóbal de La Laguna）是罗马天主教圣克里斯托瓦尔-德拉拉古纳教区的主教座堂，位于西班牙加那利群岛特内里费岛圣克里斯托瓦尔-德拉拉古纳的历史中心。建于1904年到1915年，供奉Los Remedios圣母。这是加那利群岛最重要的教堂之一。1999年列为世界遗产。
该岛的征服者的和城市的创始人阿隆索·费尔南德斯德卢戈的遗体位于教堂内。主教座堂的风格：新古典主义、新哥特式。